# Скотсборо (Алабама)
Скотсборо (енгл. Scottsboro) град је у америчкој савезној држави Алабама. По попису становништва из 2010. године у њему је живело 14.770 становника.

## Демографија
Према попису становништва из 2010. године у граду је живело 14.770 становника, што је 8 (0,1%) становника више него 2000. године.
| Група             | 2000.          | 2010.          |
| Белци             | 13.327 (90,3%) | 13.093 (88,6%) |
| Афроамериканци    | 788 (5,3%)     | 681 (4,6%)     |
| Азијати           | 79 (0,5%)      | 117 (0,8%)     |
| Хиспаноамериканци | 221 (1,5%)     | 522 (3,5%)     |
| Укупно            | 14.762         | 14.770         |